# ★☆北区AKT STAGE
★☆北区AKT STAGE（きたくあくとすてーじ）は、東京都北区ココキタ内に本拠地を置く日本の劇団・NPO法人。「★☆北区つかこうへい劇団」解散当時の劇団員有志により設立した新たな団体。 2011年8月1日に結成し、2012年4月に法人格を取得した、特定非営利活動法人北区AKT STAGE。

## 概要
前身となる★☆北区つかこうへい劇団が解散した2011年に、当時の劇団員有志により設立された劇団。地元に根ざした地域貢献活動を行うためNPO法人格を取得し、劇団としての活動に加えて、地域住民に対し、ワークショップや公演体験を行い、地域の活性化に寄与する事業を行う。After Kouhei Tuka STAGE。年に数回の本公演と番外公演を上演している。

## 沿革
- 1994年4月、前身となる★☆北区つかこうへい劇団結成、翌年旗揚げ公演
- 2010年7月、つかこうへい逝去
- 2011年3月、★☆北区つかこうへい劇団の解散後、★☆北区AKT STAGEを発足させることを発表[2]
- 2011年7月、★☆北区つかこうへい劇団解散
- 2011年8月、★☆北区AKT STAGE結成、ワークショップを行うなど活動をはじめる
- 2012年3月、劇団研究所を開設し研究生を募集
- 2012年4月、法人格を取得し、特定非営利活動法人北区AKT STAGEとなる
- 2012年7月、劇団AKT STAGEとして旗揚げ公演「広島に原爆を落とす日」「我が上なる星空」を上演
- 2016年7月、劇団5周年に際し錦織一清を演出に迎え「初級革命講座飛龍伝」を上演[3]

## 組織・構成

### 劇団AKT STAGE
劇団事業。

### 劇団研究所
AKT STAGE劇団員による実践型レッスンを行い、プロの俳優を養成する。4月開講、11か月かけて「熱海殺人事件」をテキストとし、演技・ダンス・アクションを学ぶ。2019年度が第8期生。

### 児童ダンス☆演劇教室
北区つかこうへい劇団で1998年に開設された、年長園児〜小学生を対象とした児童教室。前項の研究所とは異なり、子役養成所ではない。3学期制を採用しており、年度末に発表会がある。東京都北区との共催事業「子どもかがやき文化芸術事業」に加入、北区民は料金の割引がある。

### 演劇部
2011年創立の中学生・高校生を対象した演劇ワークショップで、2019年度が第9期生。2015年4月より東京都北区との共催事業「子どもかがやき文化芸術事業」に加入、北区民は料金の割引がある。演劇教室同様に子役養成所ではなく、タレント育成のための芸能活動は行わない。「北とぴあ演劇祭」には2012年から毎年参加している。

### 北区・演技塾
「北とぴあ演劇祭」区民上演プロジェクト。7月から9月にワークショップを行い、9月の演劇祭に出演する。

### club AKT
まぐまぐのシステムを利用して配信するメールマガジン会員

## 上演作品
つかこうへい作品の他、2017年までは渡辺和徳によるオリジナル作品も上演していた。

### つかこうへい作品
- 広島に原爆を落とす日
- 二代目はクリスチャン
- 熱海殺人事件
- 飛龍伝
- 龍馬伝
- 売春捜査官
- 寝盗られ宗介
- 青春かけおち篇
- 幕末純情伝

他

### 渡辺和徳作品
- 我が上なる星空
- 怪物
- 緋色の町
- 神州天馬侠
- 道化師の歌が聴こえる

## 劇団員
2019年6月現在。「入団」は★☆北区つかこうへい劇団入団年を、「〇期生」は北区AKT STAGE入団年を指す。

### 男優
- 時津真人 - 劇団代表（理事）。2006年入団
- 古賀豊 - 振付師・ダンス講師。
- 松本有樹純 - アクション講師。演出。1999年大分市つかこうへい劇団入団、2003年入団
- 吉田学
- 代田正彦
- 杉山圭一 - 2003年入団
- 相良長仁 - 2008年入団
- 木村明弘 - （理事）。2010年入団
- 古屋太朗 - 演出。2010年入団
- 阿部雄大 - 2011年入団
- 蟹田光国 - 2011年入団
- 小山蓮司 - 劇団副代表（副理事）。2013年1期生
- 宮迫誠 - 2013年1期生
- 草野剛 - 2014年2期生
- 栗林広輔 - 2014年2期生
- 平田裕治 - 2014年2期生
- 大江裕斗 - 演出。2016年3期生
- 此村太志 - （理事）。2016年3期生
- 関屋裕太 - 2017年4期生
- 池田大輔 - 2018年5期生
- 尾崎大陸 - 2018年6期生
- 深沢研一 - 2018年5期生
- 本橋祐亮 - 2019年7期生

### 女優
- 今井彩奈未 - 2016年3期生
- 大滝樹 - 2016年3期生
- 鈴木万里絵 - 2017年3期生
- 高松優 - 2017年4期生
- 浅野鼓由希 - 2018年5期生
- 古田小夏 - 2018年5期生
- 井上怜愛 - 2018年6期生
- 宮﨑聡美 - 2019年6・7期生

### 公式キャラクター
- アク太

### 元劇団員
★☆北区つかこうへい劇団入団年と期を記載。
- 逸見輝羊 - 2002年入団（10期生）。北区つかこうへい劇団事務局長、北区AKT STAGE 代表を歴任。2017年5月より舞台総合制作会社のSTAGE COMPANY 代表取締役。
- 渡辺和徳 - 1999年入団（7期生）。2003年より脚本業を開始、2014年に9PROJECTを設立、2017年5月末、北区AKT STAGEを退団[4][5]。2019年4月より、東京都荒川区で小学生〜高校生を対象とした演劇・ダンススクール「9PROOM」を開講。
- 高野愛 - 2001年入団（9期生）、2016年3月31日退団[6]。9PROJECT所属。
- 久保田創 -12期生、2018年4月退団[7]。
- 伊澤玲 - 2006年入団（13期生）。北区AKT STAGE・演劇部の外部講師[8]。2019年3月31日退団[9]。
- 井上賢嗣 - 2007年入団（14期生）、2019年3月31日退団[9]。アルファセレクション所属。

## 活動拠点
- 北とぴあ
- 東京都北区文化活動拠点ココキタ - 旧豊島北中学校校舎を改修した施設[10]
- 豊島区民センター